# Liang Nüying
Liang Nüying (chiń. 梁女瑩; zm. 159) – znana również jako cesarzowa Yixian (懿獻皇后, dosłownie pokorna i mądra cesarzowa). Pierwsza żona cesarza Chin Huana (146 - 168).

## Pochodzenie
Nie wiadomo kiedy urodziła się Liang Nüying, ale wiadomo, że stało się to niedługo przed wyniesieniem jej ojca do pozycji wielkiego marszałka, a jej siostry Liang Na do rangi cesarzowej. Po kilku latach została zaręczona z cesarzem Huanem (będącym wówczas jeszcze markizem Liwu), którego jej brat potężny Liang Ji mianował cesarzem w 146 roku po otruciu jego poprzednika. Po wstąpieniu na tron cesarz Huan nadał jej tytuł cesarzowej w 147 roku.

## Cesarzowa
Już jako cesarzowa, Liang pozostawała w cieniu swojej siostry i brata, poza tym niewiele wiemy o tym etapie jej życia. Tradycyjni chińscy kronikarze motywują to tym, że oddała siostrze pierwsze miejsce po cesarzu, nie chcąc ujmować niczego jej pozycji wielkiej cesarzowej wdowy i regentki. Poza tym cesarz Huan nie śmiał posiadać konkubin ze strachu przed rodzeństwem żony. Cesarzowa była opisywana jako rozmiłowana w luksusie i przepychu, a jej wydatki były o wiele większe niż jej poprzedniczek. 
Po śmierci siostry w 150 roku zaczęła tracić miłość męża i stała się bardzo zazdrosna – skoro sama była bezdzietna nie dopuściła by jakaś konkubina urodziła cesarzowi syna – kazała je mordować gdy tylko wykazywały oznaki ciąży. Jako że Liang Ji praktycznie panował nad imperium, cesarz nie śmiał wywrzeć na żonie zemsty, ale wiadomo, że od tego czasu nie odwiedzał jej w sypialni. 
Cesarzowa zmarła w czasie ataku wściekłości dziewiątego sierpnia 159 roku i została pochowana ze wszystkimi honorami należnymi cesarzowej w Yiling.